# Narodna politika
Narodna politika je bio hrvatski dnevnik iz Zagreba. Bile su središnje javno glasilo Seniorata (vodstva Hrvatske pučke stranke) odnosno središnje stranačko glasilo.
Izašle su prvi put 17. studenoga 1918., a prestale su izlaziti 28. lipnja 1929.
Glavni urednici su bili Ivo Bogdan i Jeronim Malinar, a odgovorni urednici Ante Brozović, Mihael Zagotta, Petar Rogulja, Janko Šimrak, Marije Matulić, Stjepan Podolšak i Mijo Cizerle.
Skupini oko Narodne politike pripala su dva mandata u Privremeno narodno zastupništvo Kraljevine SHS. Od skupine oko Narodne politike i od SLS-a došao je poticaj za prvo stranačko grupiranje u PNP-u.
Sljedbenik ovog lista je bila Hrvatska straža.
Ritam izlaženja je bio promjenljiv: dnevnik, polutjedno, tjedno i više puta tjedno.